# Hans-Hermann Fitting
Hans-Hermann Fitting (27 de Maio de 1920 - 16 de Abril de 1945) foi um comandante de U-Boot que serviu na Kriegsmarine durante a Segunda Guerra Mundial.